# 三浦マイルド
三浦 マイルド（みうら マイルド　1977年10月18日 - ）は、日本のピン芸人。本名は三浦 健一（みうら けんいち）。吉本興業広島事務所所属。NSC大阪校23期。R-1ぐらんぷり2013王者、2017・2019ファイナリスト。広島県江田島市江田島町（旧安芸郡）出身。身長160cm、体重78kg。血液型O型。芸名の由来は好きなたばこの銘柄「ラークマイルド」より。

## 来歴
私立呉港高校、甲子園大学を卒業し、大阪NSCに23期生として入学。同期は友近、ムーディ勝山らがいる。2000年にデビューし、2002年の第1回R-1ぐらんぷり出場でピン芸人としての初舞台に立った。R-1ぐらんぷり2009では準決勝に進出し、サバイバルステージ（敗者復活戦）出場者に選ばれた。「ハゲがモテる世界」のコントを披露して7位となっている。2009年頃からは、インディーズお笑いライブを自ら主催（『パズル』『ブラックチャリティーライブ』『大喜利ライブ頭脳くん』『ファイトクラブ』等）するようになり、インディーズ界隈のリーダー的存在となっていった。
R-1ぐらんぷり2013では決勝戦に進出、最終的に審査員7人全員の票を得て優勝した。その後、本人企画によるライブ（『マイルド寄席』『炎のライブ』『くそいろクリスマス』等）を行う。アルバイト生活からも卒業し、勤務先では「卒業イベント」も開催された。
その後「ことば研究家」というキャラクターで、テーマを2つ挙げ「どちらからでもこう聞こえる」といったネタを展開。R-1ぐらんぷり2017ではこのネタを演じた。
2021年には『クイズ☆正解は一年後』の企画でコウメ太夫と即席コンビ『コウメマイルド』（三浦の方が白塗り着物姿）を組んでM-1グランプリ2021に出場。3回戦まで進出した。
2024年1月5日放送のABCラジオ「東野幸治のホンモノラジオ」にゲスト出演。母親の介護のため今年から故郷・広島に拠点を移すことを明かした。
2025年5月31日、テレビ新広島開局50周年記念として、ドキュメンタリー番組「笑いと償い　マイルド故郷に帰る～認知症の母が教えてくれたこと〜」が放送された。

## マイルド軍団
主催イベントに出演する芸人・携わる作家は通常「マイルド軍団」という派閥に所属することになる。かつては日本橋UPSやワッハ上方7Fレッスンルームにて、大喜利ライブ「頭脳くん」や過激なネタ・コーナーを行うが売上を寄付するライブ「BLACK CHARITY LIVE」を主催。広島移住前までは前述の「BLACK CHARITY LIVE」の事実上後継ライブとなる「くそいろクリスマス」、またマイルド軍団に属する芸人達によるネタバトルイベント「マイルド軍団チャンピオンシップ」を年1回開催。更に「マイルド軍団ライブ」を東京・ヨシモト∞ホールやルミネtheよしもと、京都・よしもと祇園花月などで定期的に開催していた。
軍団員は金属バット、霜降り明星、ミルクボーイ、ビスケットブラザーズ、マユリカ、ヒューマン中村、ニッポンの社長、ミキ、オズワルド、にぼしいわし、オダウエダなどの賞レース王者・ファイナリスト常連組から黒帯、カナメストーン、スーズ、シカゴ実業、ガクヅケなど東西のライブシーンで活躍する芸人、さらにはPOØPY藤原、シーチキン佐野、日本クレール、村橋ステム、ズンズンポイポイなどのインディーズ芸人まで多岐に渡る。右腕はズンズンポイポイ・たろうが務めている。
なおマイルド軍団の一員である金属バットは2019年4月放送の『アメトーーク!』（テレビ朝日）『芸人持ち込み企画プレゼン大会』にて“三浦マイルド軍団芸人”をプレゼン。「三浦マイルドの闇営業に密着」等の企画案が話題となり視聴者投票1位に輝いたものの、放送直後に当時番組MCの宮迫博之らによる闇営業騒動が起きた影響で放送はされなかった。
2023年8月31日、「霜降り明星のオールナイトニッポン」（ニッポン放送）にマイルドがゲスト出演。霜降り明星加入当時のマイルド軍団の思い出を3人で振り返った。
主なマイルド軍団員
- 金属バット
- 霜降り明星
- すゑひろがりず
- ズンズンポイポイ
- ななまがり
- ミルクボーイ
- ニッポンの社長
- オズワルド
- 黒帯
- ヒューマン中村
- ビスケットブラザーズ
- マユリカ
- 小森園ひろし
- オダウエダ
- ミキ
- なにわプラッチック
- シカゴ実業
- ハギノ・リザードマン

- 日本クレール
- 中山女子短期大学
- 村橋ステム
- 風穴あけるズ
- シーチキン佐野
- 街裏ぴんく
- 虹の黄昏
- 鬼としみちゃむ
- スーズ
- ガクヅケ
- カナメストーン
- 隣人
- にぼしいわし
- GOLF

ほか多数
一度脱退した後、再加入した軍団員
- POØPY藤原
マイルド軍団の右腕的存在として一番古い付き合いであったが、2021年10月4日、Twitterで保守・右派的な政治的ツイートを繰り返すマイルドに対して「黙れアホ!!お前ずっとおもんないぞ!!」とPOØPYが反応したところマイルドは「おお、そうか。じゃあ見なきゃいい。ブロックするわ。じゃあな。今までありがとうな。」と返信。そのままマイルド軍団を脱退した。
POØPYの脱退はマイルド軍団内でも話題となり、ミルクボーイ、霜降り明星、金属バットらもそれぞれ各々のラジオ番組内で言及した。またPOØPY自身も村橋ステムとのネットラジオ「ミッドナイトシャッフル」内にてこの件の真相、マイルドに対する想いを語っている。
2022年3月30日、よしもと祇園花月にて開催された「祇園大決戦!三浦マイルドvsおいでやす小田」にPOØPYがサプライズゲストとして登場。小田や金属バットらによる働きかけでPOØPYは出演し、無事和解を果たした。また同年4月28日更新の「ミッドナイトシャッフル」内でも正式に和解しマイルド軍団に再加入したことを報告した。

## 出演番組
- クイズ!紳助くん（ABC）- 2009年12月21日 - 2011年9月26日
- せやねん!（MBS）
- 今ちゃんの「実は…」（ABC）- 2009年2月19日
- 新春大売出し!さんまのまんま（関西テレビ）- 2011年1月2日）
- キャラもん（ytv）- 2011年10月18日
- ビーバップ!ハイヒール（ABC）-「リカバリー選手権」のコーナー 2009年2月12日
- マヨブラ流（ytv）
- 麒麟の部屋（MBS）-「入居オーディション」のコーナー 2008年9月16日
- 新春大売出し!さんまのまんま（関西テレビ）-「今田耕司オススメ芸人」コーナー 2009年
- 八方・今田の楽屋ニュース（ABC、2008年）
- リンカーン（TBS）-「第3回リンカーン芸人タワー｣にて出演。
- 水野キングダム（TOKYO MX、サンテレビジョン）-「日水国際交流議会」のコーナー）
- 今夜もハッスル（サンテレビ）- 2008年8月17日
- オールザッツ漫才（MBS）
- 爆笑ホワイトカーペット（フジテレビ）- 2009年4月4日 キャッチコピーは「眠れぬ男の叫び」
- 爆笑レッドカーペット（フジテレビ）-2009年4月25日 キャッチコピーは「笑いと悪夢の境界線」
- 美女裁判〜恋愛裁判員制度〜（ABC）- 林健（ギャロップ）の応援弁護人として出演。
- 爆笑トライアウト（NHK総合）- 2009年7月7日）
  - 会場審査は10位（169TP）、視聴者投票は9位（216票）。
- 上方演芸ホール（NHK大阪）- 2009年9月20日
- 痛快!明石家電視台（MBS）- 2009年11月23日
- 千鳥のぼっけぇTV!（GAORA） - 2009年12月2日）
- エンタの天使（日本テレビ）- 2010年2月17日（第14回）キャッチコピーは「ハゲしい毛想劇」。元々は『エンタの神様』の番組中で収録されたものだったが、未放映だったためこちらで放送[14]。
- ごきげん!ブランニュ（MBS）- 2010年3月16日
- ゼッタイジャルっ!（関西テレビ）- 2010年5月14日
- 森田一義アワー 笑っていいとも!（フジテレビ）- 2013年2月13日 R-1ぐらんぷりチャンピオンとして登場、笑っていいともは初出演。
- 祝!R-1ぐらんぷり2013優勝 三浦マイルド イケてる芸人になりたい!（関西テレビ・フジテレビ系）- 2013年8月18日。R-1ぐらんぷり優勝の副賞として企画された自身初の冠番組。
- サガラとキヨトの乃木坂ぷぷぷ（テレビ埼玉）-2015年11月1日
- オールスター後夜祭（2019年4月7日[15]、TBS）
- クイズ☆正解は一年後（2021年12月31日、TBS）

### テレビドラマ
- しょうもない僕らの恋愛論 第2話（2023年1月26日、読売テレビ）
- 日本統一 関東編（2023年4月13日、日本テレビ） - 小倉 役
- 弁護士ソドム 第5話（2023年6月2日、テレビ東京） - 津田山賢（偽物） 役
- 仮面ライダーギーツ 第39話（2023年6月11日、テレビ朝日） - 不動産屋 役
- アイドル失格 第1・2話（2024年1月13日・20日、BS松竹東急） - 山本プロデューサー 役[16]

### 映画
- やがて海になる（2025年10月24日公開予定）[17][18]